# Liopholidophis rhadinaea
Espèce
Statut de conservation UICN

 LC  : Préoccupation mineure
Liopholidophis rhadinaea est une espèce de serpents de la famille des Lamprophiidae. 

## Répartition
Cette espèce est endémique de Madagascar.

## Description
L'holotype de Liopholidophis rhadinaea, un mâle adulte, mesure 720 mm dont 308 mm pour la queue. Cette espèce a le corps très effilé.

## Étymologie
Son nom d'espèce fait référence au genre Rhadinaea auquel elle ressemble fortement.

## Publication originale
- Cadle, 1996 : Snakes of the genus Liopholidophis (Colubridae) from Eastern Madagascar: New species, revisionary notes, and an estimate of phylogeny. Bulletin of the Museum of Comparative Zoology at Harvard College, vol. 154, n. 5, p. 369-464 (texte intégral).